# Kuszyn
Kuszyn – wieś w Polsce położona w województwie wielkopolskim, w powiecie kaliskim, w gminie Mycielin.
W latach 1975–1998 miejscowość administracyjnie należała do województwa kaliskiego.
Na terenie wsi znajduje się Sala Królestwa miejscowego zboru Świadków Jehowy